# Cleistocactus longiserpens
Cleistocactus longiserpens là một loài thực vật có hoa trong họ Cactaceae. Loài này được Leuenb. mô tả khoa học đầu tiên năm 2002.